# ویتنی بودی
ویتنی بودی (انگلیسی: Whitney Boddie؛ زادهٔ ۲۳ ژانویهٔ ۱۹۸۷) بازیکن بسکتبال اهل ایالات متحده آمریکا است.